# Барышников, Дмитрий Фёдорович
Дмитрий Фёдорович Барышников (1918—2013) — сержант Рабоче-крестьянской Красной Армии, участник Великой Отечественной войны. Один из полных кавалеров ордена Славы, награждённых в годы войны четырьмя орденами Славы.

## Биография
Дмитрий Барышников родился 28 октября 1918 года в селе Веселовка. После окончания семи классов школы работал монтёром, засольщиком рыбы. В марте 1942 года Барышников был призван на службу в Рабоче-крестьянскую Красную Армию. Окончил школу артиллерийско-инструментальной разведки. С июня 1943 года — на фронтах Великой Отечественной войны.
3 апреля 1944 года заряжающий 45-миллиметрового орудия 436-го стрелкового полка 155-й стрелковой дивизии 1-го Украинского фронта младший сержант Дмитрий Барышников участвовал в бою в районе деревни Пеньки Тернопольской области Украинской ССР, уничтожив 2 автомобиля и более 10 солдат и офицеров противника. Приказом по дивизии от 6 апреля 1944 года Барышников был награждён орденом Славы 3-й степени.
Позднее Барышников стал командиром расчёта в том же полку. 9-13 сентября 1944 года в боях на территории Польши он со своим расчётом уничтожил 2 дзота и подавил огонь батареи миномётов. 9 октября 1944 года в бою у села Руске в Чехословакии Барышников лично уничтожил 2 пулемёта. Приказом по 1-й гвардейской армии от 29 октября 1944 года сержант Дмитрий Барышников был награждён орденом Славы 2-й степени.
8 января 1945 года расчёт Барышникова во время отражения вражеских контратак у станции Рыкош в Венгрии уничтожил 1 танк и 1 бронетранспортёр, а также несколько огневых точек противника. Приказом по 7-й гвардейской армии от 10 марта 1945 года сержант Дмитрий Барышников был вновь награждён орденом Славы 2-й степени.
Приказом по 26-й армии от 22 марта 1945 года сержант Дмитрий Барышников в третий раз был награждён орденом Славы 2-й степени. Лишь 31 марта 1956 года в порядке перенаграждения этот орден был заменён на орден Славы 1-й степени.
После окончания войны Барышников был демобилизован. Проживал в Пензе, работал электромонтёром.
Скончался 17 марта 2013 года в Пензе. Похоронен на Аллее Славы Новозападного кладбища города Пенза.
Был также награждён орденами Отечественной войны 1-й и 2-й степеней, Красной Звезды, рядом медалей.

## Комментарии
1. ↑  24 мая 1978 года село Весёловка включено в черту города Пенза[1].